# Cyrylica serbska
Cyrylica serbska (serb. српска ћирилица / srpska ćirilica) – wariant klasycznej cyrylicy stworzony na potrzeby języka serbskiego w 1818 roku przez serbskiego lingwistę Vuka Karadžicia. Jeden z dwóch wariantów zapisu trzech ustandaryzowanych odmian języka serbsko-chorwackiego: serbskiej, bośniackiej i czarnogórskiej obok alfabetu łacińskiego.
Karadžić oparł swój alfabet na zapisie używanym w języku staroserbskim. Duży nacisk położył na maksymalne uproszczenie w odczytywaniu liter, usunął archaiczne litery i dodał kilka spółgłosek charakterystycznych dla mówionego języka serbskiego. W tym samym czasie chorwaccy językoznawcy pod kierownictwem Ljudevita Gaja zaadaptowali alfabet łaciński do używania na terenach zamieszkałych przez Słowian południowych stosując zasady podobne do tych użytych przy tworzeniu cyrylicy serbskiej przez Karadžicia. Rezultatem wspólnych wysiłków strony serbskiej i chorwackiej było stworzenie dwóch różniących się zapisem, lecz podobnych fonetycznie i składniowo form zapisu języków południowosłowiańskich.
Alfabet stworzony przez Karadžicia został oficjalnie wprowadzony w Serbii w 1868 roku i pozostawał w użyciu aż do okresu międzywojennego. W okresie Królestwa Jugosławii zarówno alfabet łaciński Karadžicia, jak i jego zapis cyrylicą miały status oficjalnego alfabetu państwowego i były traktowane wymiennie, podobny status nadano obu alfabetom w okresie istnienia Socjalistycznej Federacyjnej Republiki Jugosławii. Alfabet oparty na zapisie łacińskim jest w dzisiejszych czasach używany na terenie Chorwacji (wyłącznie alfabet łaciński) oraz obok cyrylicy w Serbii, Bośni i Hercegowinie oraz w Czarnogórze. W Serbii alfabet oparty na cyrylicy jest traktowany jako zapis bardziej tradycyjny, w przeciwieństwie do alfabetu łacińskiego, który jest używany do zapisu niższego rzędu aktów prawnych. Cyrylica serbska wywarła również duży wpływ na powstający alfabet macedoński, który jest oparty na zapisie serbskim.

## Status oficjalny

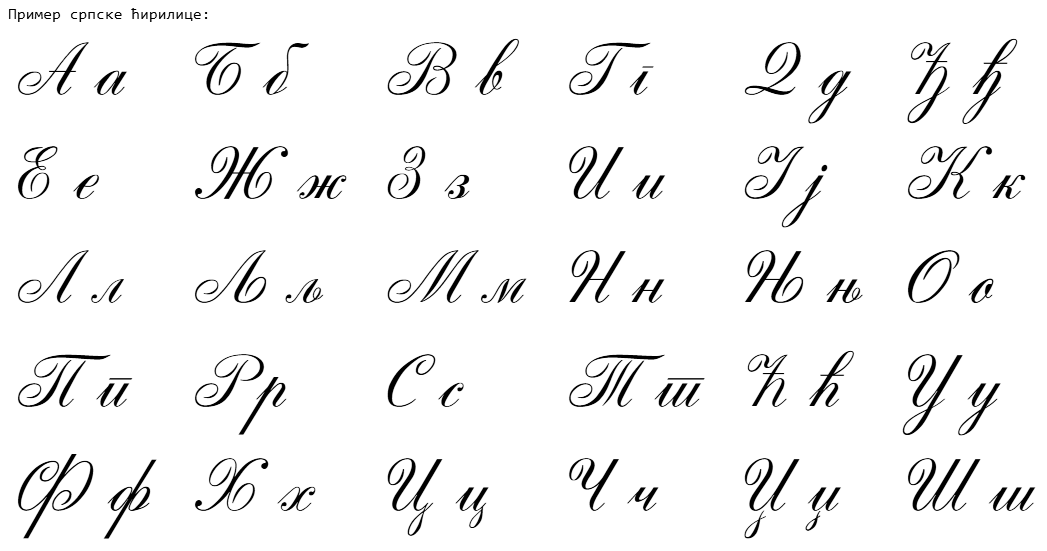
Alfabet serbski w wersji pisanej

Cyrylica jest oficjalnie używana w Serbii, Bośni i Hercegowinie i Czarnogórze. Na terenie Serbii dokumenty państwowe są udostępniane jedynie w zapisie cyrylicą. W Bośni i Hercegowinie oraz Czarnogórze oba alfabety mają status zamienny, mimo to w dokumentach państwowych niemal zawsze stosowany jest zapis łaciński. Język serbski na terenie Chorwacji ma oficjalnie status języka mniejszości narodowej (jest używana przez społeczność serbską).
Cyrylica jest dla mieszkańców Serbii ważnym symbolem ich odrębności kulturowej i kultywowanej tradycji. Pomimo to w badaniach przeprowadzonych w roku 2014 jedynie 36% Serbów zadeklarowało, że częściej używa cyrylicy niż alfabetu łacińskiego, głównie w południowej i wschodniej części kraju.
Na terenie Bośni i Hercegowiny udokumentowano wiele przypadków zamalowywania napisów serbskich na dwujęzycznych znakach drogowych.

## Współczesny alfabet
Poniższa tabela zawiera zapis alfabetu serbskiego za pomocą cyrylicy, zmodyfikowanej wersji alfabetu łacińskiego oraz transkrypcję fonetyczną IPA.
| Zapis w cyrylicy | Transkrypcja polska | Transkrypcja IPA |
| ---------------- | ------------------- | ---------------- |
| А а              | A a                 | a                |
| Б б              | B b                 | b                |
| В в              | W w                 | v                |
| Г г              | G g                 | g                |
| Д д              | D d                 | d                |
| Ђ ђ              | Dź dź               | dʑ               |
| Е е              | E e                 | e                |
| Ж ж              | Ż ż                 | ʐ                |
| З з              | Z z                 | z                |
| И и              | I i                 | i                |
| Ј ј              | J j                 | ʝ                |
| К к              | K k                 | k                |
| Л л              | L l                 | l                |
| Љ љ              | Lj lj               | ʎ                |
| М м              | M m                 | m                |

| Zapis w cyrylicy | Transkrypcja polska | Transkrypcja IPA |
| ---------------- | ------------------- | ---------------- |
| Н н              | N n                 | n                |
| Њ њ              | Ń ń                 | ɲ                |
| О о              | O o                 | ɔ                |
| П п              | P p                 | p                |
| Р р              | R r                 | ɾ                |
| С с              | S s                 | s                |
| Т т              | T t                 | t                |
| Ћ ћ              | Ć ć                 | tɕ               |
| У у              | U u                 | u                |
| Ф ф              | F f                 | f                |
| Х х              | H h                 | x                |
| Ц ц              | C c                 | ts               |
| Ч ч              | Cz cz               | tʂ               |
| Џ џ              | Dż dż               | dʐ               |
| Ш ш              | Sz sz               | ʂ                |

## Historia i rozwój

### Pierwsze zapisy
Pierwszą książką wydrukowaną w języku serbskim była Цетињски октоих („Cetinjski oktoih”) datowana na rok 1494. Innymi przykładami dzieł średniowiecznych spisanych po serbsku są: Ewangeliarz Wukana (Вуканово јеванђеље) czy Zakonik Duszana (Душанов законик).

### Reforma Karadžicia
Kluczową reformę języka serbskiego przeprowadził Vuk Karadžić. Podczas rewolucji serbskiej przebywał w Austrii gdzie spotkał Jerneja Kopitara, pasjonata języków słowiańskich i lingwistę, który pomógł w stworzeniu, wraz z innym językoznawcą Sawą Mrkaljem, podstaw zreformowanego języka serbskiego. Nowy alfabet był gotowy w 1818 roku.
Reforma Karadžicia znacząco uprościła język, równocześnie dystansując go od języka oficjalnego (używanego w liturgii) na rzecz lokalnych dialektów i mowy potocznej, Karadžić podjął się również przełożenia na język serbski Nowego Testamentu (wydanie pierwsze w 1868 roku), napisał również kilka książek na tematy związane z językoznawstwem. Najbardziej znane z nich to: Mala prostonarodna slaveno-serbska pesnarica i Pismenica serbskoga jezika obie wydane w 1814 roku. W kolejnych publikacjach rozwijał on swoją wizję alfabetu.
Przy tworzeniu nowego alfabetu Karadžić posłużył się klasyczną cyrylicą:
| А а | Б б | В в | Г г | Д д | Е е | Ж ж | З з |
| И и | К к | Л л | М м | Н н | О о | П п | Р р |
| С с | Т т | У у | Ф ф | Х х | Ц ц | Ч ч | Ш ш |

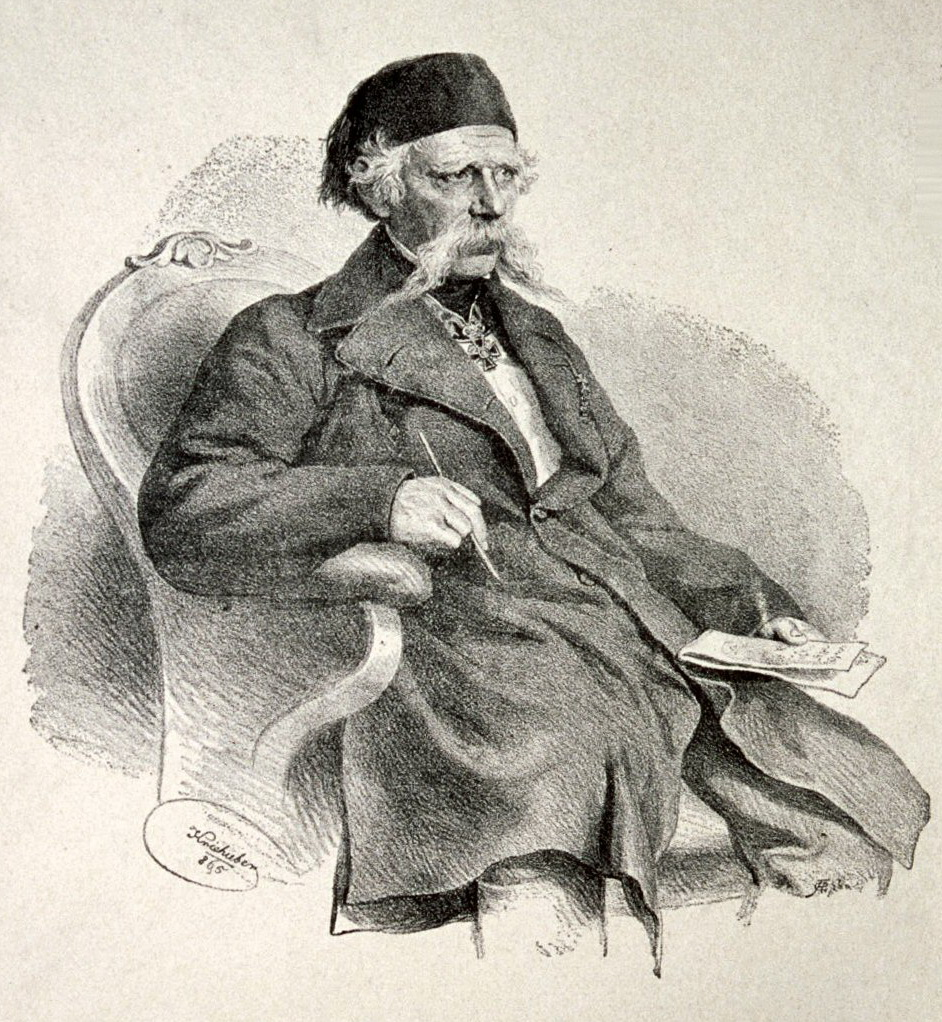
Vuk Karadžić

Dodał do niej jedną literę pochodzącą z alfabetu łacińskiego:
| Ј ј |

Dodał również pięć nowych liter, które miały oddać dźwięki występujące w języku serbskim, były to:
| Љ љ | Њ њ | Ћ ћ | Ђ ђ | Џ џ |

Usunął litery, które uznał za zbędne:
| Ѥ ѥ (је) | Ѣ, ѣ (јат) | І ї (и) | Ѵ ѵ (и)  | Ѹ ѹ (у)  | Ѡ ѡ (о)  | Ѧ ѧ (мали јус) | Ѫ ѫ (велики јус)     | Ы ы (јери, тврдо и) |          |
| Ю ю (ју) | Ѿ ѿ (от)   | Ѳ ѳ (т) | Ѕ ѕ (дз) | Щ щ (шт) | Ѯ ѯ (кс) | Ѱ ѱ (пс)       | Ъ ъ (тврди полуглас) | Ь ь (меки полуглас) | Я я (ја) |

Alfabet został oficjalnie zatwierdzony w 1868 roku, 4 lata po śmierci Karadžicia.

### Wiek XX

#### Austro-Węgry
Rozkazem władz z 13 października 1914 roku cyrylicki zapis języka serbskiego został zdelegalizowany na terenie całego Trójjedynego Królestwa Chorwacji, Slawonii i Dalmacji. Mógł być wykorzystywany jedynie podczas uroczystości religijnych. Dekret przyjęty 3 stycznia 1915 roku całkowicie wyłączał taki zapis z życia publicznego. 25 października 1915 roku władze Austro-Węgier wydały podobne rozporządzenie na terenie okupowanej przez siebie Bośni i Hercegowiny z wyłączeniem używania zapisu cyrylicą na potrzeby kościoła.

#### II wojna światowa
W roku 1941 marionetkowe, stworzone przez Niemców Niepodległe Państwo Chorwackie zakazało używania cyrylicy. Wkrótce rozpoczęto również zamykanie serbskich szkół.

#### Jugosławia
Na terenie Jugosławii zapis cyrylicą był stosowany równie często jak zapis łaciński od początku istnienia państwa w roku 1918. Po rozpadzie Jugosławii w roku 1990 cyrylica przestała być używana na terenie Chorwacji, gdzie za oficjalny alfabet uznano zapis łaciński. W krajach takich jak Serbia, Czarnogóra, czy Bośnia i Hercegowina nadal używano alfabetu opartego na cyrylicy.
Konstytucja Serbii z 2006 roku uznaje zapis cyrylicą za jedyny dopuszczalny i oficjalny zapis dokumentów państwowych na terenie całego kraju.

## Litery dodatkowe
Poniżej znajduje się lista liter stworzonych specjalnie na potrzeby zapisu języka serbskiego nie występujących w klasycznej cyrylicy.
- Љ i Њ – litery stworzone przez Vuka Karadžicia ich graficzne przedstawienie jest kombinacją odpowiednio liter Л, L w pierwszym przypadku (Lj) oraz Н i N w drugim (Nj).
- Џ – litera oparta na znaku występującym w cyrylickim alfabecie rumuńskim, odpowiadająca dźwiękowi /ʤ/ lub połączeniu znaków дж klasycznej cyrylicy.
- Ћ – litera oparta na znaku występującym w XII-wiecznej głagolicy została wprowadzona na potrzeby oddania spółgłoski zwarto-szczelinowej dziąsłowo-podniebiennej bezdźwięcznej, odpowiada polskiej literze ć.
- Ђ – wprowadzone dla oddania dźwięku, któremu w języku polskim odpowiada dź.
- J – zapożyczone z alfabetu łacińskiego.

Litery Ј, Љ, Њ i Џ zostały użyte również w procesie tworzenia alfabetu macedońskiego. W alfabecie serbskim w przeciwieństwie do innych opartych na cyrylicy nie występują znak miękki ь i znak twardy ъ.